# Toropamecia punctata
Toropamecia punctata is een vliegensoort uit de familie van de Chamaemyiidae. De wetenschappelijke naam van de soort is voor het eerst geldig gepubliceerd in 1902 door Coquillett.